# Lista de publicações disponíveis em formato digital na Hemeroteca Municipal de Lisboa
Esta é uma lista (incompleta) de publicações disponíveis na Hemeroteca Municipal de Lisboa com artigos criados na Wikipédia.

## Jornais
- Academia portuguesa : semanário de literatura, informação e defesa da Academia (1932-1933)
- O Académico : publicação bissemanal redigida por alunos dos cursos superiores (1881-1882)
- O Academico : semanario illustrado (1902-1903)
- Acção Realista (1924-1926)
- Actas das sessões da Câmara Municipal de Lisboa no anno de ... (1908-1910; 1914-1918)
- Actas da Câmara Municipal de Lisboa (disponível na Hemeroteca Digital outubro a dezembro 1974)
- Aguilhadas : publicação mensal de critica á arte, á politica e aos costumes (1903-1904)
- O Aldrúbia (1931-1932)
- O Algarve: semanário independente (1908-)
- Alma de marialvas: órgão dos "Marialvas de S. Cristóvão" (1957)
- Alma Nova : quinzenário académico (1931)
- O António Maria (1879-1885;1891-1898)
- Aqui d'El Rei (1914)
- Arauto: jornal académico (1957-1961)
- Arquivo histórico : narrativa da fundação das cidades e villas do reino, seus brazões d'armas, etc. (1889-1890)
- Assistente ao emigrante (1936-1946)
- Arquivo Pitoresco (1857-1868)
- Arquivo gráfico da vida portuguesa : 1903-1918 (1933)
- Arte e Vida: Revista d’arte, crítica e ciência (1904-1906)
- O Azeitonense : orgão independente defensor dos interesses de Azeitão e arredores (1919-1920)
- Azulejos: semanário ilustrado de ciencias, letras e artes (1907-1909)
- Balas... de papel (1891-1892)
- O Berro: caricaturas de Ceslo Hermínio (1896)
- O Binóculo (1870)
- Bip-bip (1961-1962) - suplemento dos semanários juvenis o Foguetão e Cavaleiro Andante respetivamente.
- A Bomba (jornal) (1912)
- O Bombeiro Português (1879 a 1884 disponível na Hemeroteca Digital)
- Branco e Negro : semanario illustrado (1896-1898)
- Cabo Verde : boletim de propaganda e informação (1949-)
- O Campeão : semanario de literatura, critica e de sport (1899-1901)
- A Canção de Portugal : o fado : publicação semanal literária e ilustrada (1916-1919)
- A Capital : diário republicano da noite (1910-1938)
- O Casmurro : semanario humoristico, theatral e charadistico (1905-1907)
- A Choldra : semanário republicano de combate e de crítica à vida nacional (1926)
- Cinegrafia (1929-1930)
- Cine-jornal : grande semanário cinematográfico (1935-1936 disponível na Hemeroteca Digital)
- Cinema : semanário cinematográfico (1932-1934)
- 57 : folha independente de cultura (1957-1962)
- Coimbra : jornal de estudantes da Universidade (1933-1936)
- O Colonial : defensor dos interesses das províncias ultramarinas  (1907 disponível na Hemeroteca Digital)
- O Comércio da Ajuda : órgão de publicação quinzenal, anunciador, noticioso e defensor dos interesses da freguesia da Ajuda  (1931-1937)
- O Correio : semanário monárquico (1912-1913)
- A Corja: semanario de caricaturas (1898)
- O Crime : publicação de assuntos criminais (1936)
- Os crimes da formiga branca : confidências viridicas e sensacionais d'um juiz de investigação (1915)
- Crónica Constitucional de Lisboa (1833 existente na hemeroteca Digital)
- Crónica do exílio : publicação semanal (1912-1913)
- Da Estremadura : boletim da Junta de Província da Estremadura (1938-1940)
- Destaque (1982)
- Diário de Lisboa : edição mensal (1933)
- Diário Popular
- O Domingo Ilustrado: noticias & actualidades gráficas, teatros, sports & aventuras, consultórios & utilidades (1925-1927)
- Eco fotográfico : jornal de propaganda fotográfica (1906-1913)
- O Elenco (1839)
- A Época : jornal de industria, ciências, literatura, e belas-artes (1848-1849)
- O Espectro (1846-1847)
- O Espectro : semanário político (1888-1889)
- O Espectro :  castigo semanal da politica (1890)
- O Espectro (1915)
- O Espectro (1925)
- O Espelho : jornal ilustrado (1914-1919)
- A Esperança : semanario de recreio litterario dedicado ás damas (1865-1866)
- Esquerda Socialista : orgão do Movimento de Esquerda Socialista (1974-1975)
- Estandarte : jornal de mocidade (1941)
- A Estocada (1936-1937)
- A Farça (1909-1910)
- O Filme : semanário de propaganda cinematográfica  (1934-)
- A Final : jornal desportivo (1939)
- Folhas novas : factos e razões (1909-1910)
- Folhas volantes : publicação do Comité Central de Academicos e Operarios (1901)
- A Gafanha (1909)
- Galeria Republicana (1882-1883)
- Galeria teatral : jornal critico-literario (1849-1850)
- A galhofa : semanário humorístico (1900)
- Gazeta das colónias: semanario de propaganda e defesa das colonias (1924-1926)
- Gazeta dos Caminhos de Ferro (1888-1971)
- Gazeta de Lisboa (1715-1833)[1][2]
- Gazeta literaria, ou noticia exacta dos principaes escriptos, que modernamente se vao publicando na Europa  (1761-1762)
- Ginasio (1936-)
- Goal: semanário ribatejano de desporto, arte, literatura (1933)
- O Granadeiro : historia d'um assassino (1908)
- O Grande Elias : semanario illustrado, litterario e theatral (1903-1905)
- Homens & factos do dia : semanário da vida mundial (1929)
- Ilustração Luso-Brasileira: jornal universal  (1856-1859)
- A Imprensa (1919)
- Índia : suplemento português quinzenal (1932)
- Índice das actas das reuniões da Câmara Municipal de Lisboa (1974 disponível na Hemeroteca Digital)
- Inter-TAP : boletim mensal (1962-?)
- Invicta Cine : semanário ilustrado de cinematografia (1931 a 1936 disponível na Hemeroteca digital)
- Jornal dos cegos : revista de educação e ensino intellectual e profissional dos cegos (1895 a 1902 disponível na Hemeroteca Digital)
- Jornal do Conservatório  (1839-1849)
- Jornal do domingo: revista universal (1881-1883)
- Jornal da Sociedade dos Amigos das Letras (1836)
- Jovem naturalista (1840
- A Lanterna Mágica (1875)
- O Libelo (1926-1927)  (nº 1 disponível na Hemeroteca Digital)
- Lisboa crèche : jornal miniatura oferecido em benefício das creches a sua majestade a Rainha a Senhora Dona Maria Pia (1884)
- O livre exame : orgão do Centro de Lisboa da Associação Propagadora do Livre Pensamento (1885-1886)
- Luta proletária : jornal da Liga Comunista Internacionalista (21 de Novembro de 1975 disponível na Hemeroteca Digital)
- A Luz : jornal académico e literário (1909) nº 7 disponível na Hemeroteca Digital
- Maria Rita : semanário humorístico (1932-1934)
- A Marselhesa : suplemento de caricaturas (1897-1898)
- O Mensageiro escolar : mensário azarujense (1932-1933)
- O Mensageiro : jornal académico do Liceu de D. Manuel II  (1952-?)
- Miau! (1916)
- O Micróbio: semanario de caricaturas (1894-1895)
- M.J ou a História tétrica de uma empresa lírica (1873)
- A Monarquia : bissemanário (1916)
- O Monumento 1938-1959
- O Moscardo : semanário humorístico (1913)
- O Mundo: folha da tarde (1882)
- Mundo Literário : semanário de crítica e informação literária, científica e artística (1946-1948)
- O Museu Portuense:  jornal de história, artes, ciências industriais e belas letras (1838-1839)
- O negro : semanário de reportagens (1930)
- O notícias ilustrado (1928-1935)
- Ortigões : cronica do mês - perfis diversos - satiras da atualidade  (1876-1877)
- O Panorama (1837) (1837-1868)
- Pão nosso... (1910)
- O paquete do Tejo : publicação mensal (1866-1867)
- Papagaio real : semanário monarchico : política, caricatura e humorismo (1914)
- A Paródia (jornal) (1900-1907)
- A Paródia : folha independente feita para toda a gente (1923)
- O petardo : publicação quinzenal (1902-1910)
- Pirolito : bate que bate (1931-1934)
- Poder Popular : orgão do Movimento de Esquerda Socialista (1975-1978)
- Pontos nos ii (1885-1891)
- Portugala esperantisto : órgão mensal do Movimento Esperantista Português (1936)
- O Portuguez : diario politico, litterario e commercial (1826-1827)
- Princípio : publicação de cultura e política (1930)
- Psit!!! : hebdomadario comico illustrado (1877)
- Quadrante (1958-1962)
- O Rebelde : quinzenario de estudantes (1910)
- Repórter X : semanario das grandes reportagens e de critica a todos os acontecimentos sensacionais de Portugal e estrangeiro (1930-1935)
- República (1911-) (abril a junho de 1956; 25 de abril a 2 de maio de 1974 disponíveis na Hemeroteca Digital)
- A República Portuguesa : diário republicano radical da manhã (1910-1911)
- O Reviralho : órgão do Comité Revolucionário (1927)
- A Revolta (1918)
- A Revolta : pela reorganização da República, pela legalidade contra a tirania (1927)
- Revolução : porta-voz do Partido Revolucionário do Proletariado - Brigadas Revolucionárias (junho de 1974 existente na Hemeroteca Digital)
- Riso da vitória : quinzenário humorístico  (1919-1921)
- A Risota : semanario humoristico, theatral, sportivo e charadistico (1908)
- A risota : semanário humorístico (1939)
- Rota : de universitários para universitários (1958-1959?)
- Rota : quinzenário académico do C.A.C. (1947-1948?)
- O salsifré : jornal das quintas feiras (1883-1884?)
- A Sapataria Portuguesa : jornal profissional interessando a industria do calçado, e as outras que lhe são relativas  (1890-1894)
- A Semana de Lisboa : suplemento do Jornal do Comércio (1893-1895)
- O Sempre Fixe (existente na Hemeroteca Digital entre 1926 e 1932)
- Os sports illustrados (1910-?)
- Suplemento burlesco ao Patriota  (1847-1853)
- Os Teatros : jornal de crítica ilustrado (1895-1897)
- O Thalassa : semanário crítico de caricaturas (1913-1916)
- Tiro civil: orgão  da Associação dos Atiradores Civis Portuguezes (1895-1903)
- Tripa virada (1823)
- Ultramar : órgão oficial da I Exposição Colonial Portuguesa (1934)
- O Universal, suplemento ilustrado (1892)
- Universidade Livre : boletim mensal (1914-1916)
- A Verdade (1974)
- Vida alentejana : semanário agrícola, pecuário, turístico, de cotações (1934-1935)
- Vida Artística : semanário de artes e letras (1911-1912)
- O vira : jornal humorístico (1906)
- O Viroscas : semanário imparcial com pretensões a humorístico (1914-1915)
- A Voz do Comércio: Quinzenário dos Contabilistas e Guarda-Livros (1929-1941)
- X : semanário de grandes reportagens  (1934-1935)
- O Xuão : semanário de caricaturas (1908-1910)
- O Zé :  sucessor do jornal O Xuão (1910-1919)

## Revistas
- O Academico : revista quinzenal litteraria (1878)
- Água lustral : arte e crítica (1913)
- Álbum dos vencidos (1913-1914)
- Alma nova : revista ilustrada (II S. 1915-1918; III S. 1922-1925 e V S. 1927-1930)
- Altura : cadernos de poesia (1945)
- Almanaque (1959-1961)
- Amanhã (1909) revista popular de orientação racional (1909)
- Anais Administrativos e Económicos (1855)
- Anais das bibliotecas, arquivo e museus municipais (1931-1936)
- Anais do Município de Lisboa (1938-1968)
- Animatógrafo (1933;1940-1942)
- Anuário da Câmara Municipal de Lisboa (1935-1937)
- Anuário da sociedade dos arquitetos portugueses (1905-1910)
- Argus: revista mensal ilustrada (1907)
- Armas e troféus: revista de história e de arte (1932 a 1936 existente na Hemeroteca Digital)
- Arquivos médico-coloniais (1889-1890)
- A Arte Musical (1898-1915)
- Arte Opinião (1978-1982)
- A Arte Portuguesa : revista de arqueologia e arte moderna  (1895)
- A Arte Portuguesa : revista mensal de belas-artes (1882-1884)
- Árvore (1951-1953)
- Atlântico: revista luso-brasileira (1942-1950)
- Atlantida : mensário artístico literário e social para Portugal e Brazil (1915-1920)
- Ave Azul : revista de arte e critica (1899-1900)
- Boletim cultural e estatístico da Câmara Municipal de Lisboa (1937)
- Boletim Fotográfico (1900-1914)
- Boletim dos Museus Nacionais de Arte Antiga (1939-1943)
- Boletim do Sindicato Nacional dos Jornalistas  (1941-1945)
- Boletim da Sociedade Luso-Africana do Rio de Janeiro (1931-1937)
- O Branco e Negro : revista ilustrada para Portugal e Brasil (1899)
- Brasil-Portugal : revista quinzenal illustrada (1899-1915)
- Chama (1960-1964)
- Cinearte (De 1926 a 1930 disponível na Hemeroteca Digital)
- Cine (1934)
- Cine : revista mensal de arte cinematográfica (1928-?)
- A Comédia Portuguesa : chronica semanal de costumes, casos, politica, artes e lettras (1888)
- Conímbriga :  revista mensal de arte, letras, sciências e crítica (1923)
- Contemporânea (1915; 1922-1926)
- Crónica masculina (1956-1957)
- Curso completo de esperanto (1934-1935)
- Diogo-Cão : revista ilustrada de assuntos históricos (1931-1938)
- Elucidário nobiliárquico : revista de história e de arte  (1928-1929)
- Engenhocas e coisas práticas : trabalhos, sugestões e ideias para o construtor amador  (1942)
- A Entrevista : sem santo nem senha  (1913-1914)
- Era Nova: revista do Movimento Contemporaneo  (1880-1881)
- Fantoches (1914)
- Farol Transmontano: periódico mensal de instrução e recreio (1845-1846)
- Feira da ladra : revista mensal ilustrada (1929-1943)
- A flecha : panfleto político de publicação quinzenal (1926)
- Foguetão : semanário juvenil (1961)
- Fora da lei! (1915)
- Fotonovelas Vim (1961-1970)
- Froebel (revista) : revista de instrucção primaria (1882-1884)
- Gazeta Literária do Porto (1868)
- Germen : revista dos estudantes de medicina do Porto : medicina, cultura e vida académica (1935-1938)
- Guiauto ilustrado : automobilismo, sports mecanicos, turismo  (1929)
- Homens livres : livres da finança e dos partidos (1923)
- A ideia nacional : revista politica bi-semanal (1915)
- Ilustração (1926-)
- Ilustração Popular : crónica semanal (1884)
- Illustração Portugueza (1903-1923)[3]
- Ilustração Portuguesa : semanário : revista literaria e artística (1884-1890)
- O Ilustrado (1933-1934)
- A Imprensa : revista científica, literária e artística (1885-1891)
- Lisboa: revista municipal (1979-1988)
- Litoral : revista mensal de cultura (1944-1945)
- A Leitura : magazine literário (1894-1896)
- Lusitânia (revista) :  revista de estudos portugueses (1924-1927)
- Lusitânia : revista católica mensal (1914)
- Luz e vida : sociologia, arte, critica (1905)
- A mascara : arte, vida, theatro (1912)
- Mocidade Portuguesa Feminina : boletim mensal (1939-1947)
- Movimento (1933)
- A Mulher (1879)
- Mundo Gráfico (1940-1948)
- Música : revista de artes (1924-1925)
- Nova silva : revista ilustrada (1907)
- O Occidente : Revista Illustrada de Portugal e do Extrangeiro (1878-1915)[3]
- Olisipo : boletim do Grupo "Amigos de Lisboa" (1938 a 1989)
- Ordem Nova : revista anti-moderna, anti-liberal, anti-democrática, anti-bolchevista e anti-burguesa... (1926-1927)
- O Palco : revista teatral (1912)
- Panorama: revista portuguesa de arte e turismo (1ª série: 1941-1949)
- O Pantheon : revista de sciencias e lettras (1880-1881)
- A Pavana: registo semanal d'impressões e commentarios (1914)
- Pela grei: revista para o ressurgimento nacional pela formação e intervenção de uma opinião pública consciente : orgão da Liga de Acção Nacional (1918-1919)
- Pim Pam Pum : suplemento infantil do jornal O Século  (existente na Hemeroteca Digital entre 1928 e 1940)
- Plano focal : revista técnica de fotografia, cinema, rádio e artes gráficas  (1953)
- Política : orgão da Junta Escolar de Lisboa do Integralismo Lusitano (1929-1931)
- Portugal Colonial : revista de propaganda e expansão colonial (1931-1937)
- Portugal na Guerra : revista quinzenal illustrada (1917-1918)
- As Quadras do Povo : pamphletos revolucionarios (1909)
- Recreio académico (1900)
- A Renascença : orgão dos trabalhos da geração moderna  (1878-1879)
- Renovação : revista quinzenal de arte, literatura e actualidades (1925-1926)
- A republica das letras : periodico mensal de litteratura  (1875)
- Revista de Arqueologia (1932-1938)
- Revista de arte e de crítica (1878-1879)
- Revista dos Centenários (1939-1940)
- Revista científica e literária (1880-1881)
- Revista do Conservatório Real de Lisboa (1842) ; (1902)
- Revista Contemporânea de Portugal e Brasil (1859-1865)
- Revista estrangeira : jornal mensal  (1853-1862)
- Revista de estudos livres (1883-1885)
- Revista da Federação Académica de Lisboa (1915)
- Revista de historia : publicação trimensal  (1912-1928) (1912 a 1916 disponíveis na Hemeroteca Digital)
- Revista Militar  (1914-1922)
- Revista Municipal (1939-1973)
- Revista Nova (1901) (1901-1902)
- Pirâmide : antologia (1959-1960)
- Revista teatral : publicação quinzenal de assuntos de teatro (1896 disponível na Hemeroteca Digital)
- Revista de turismo (1916-1924)
- Revista Universal Lisbonense jornal dos interesses physicos, moraes e litterarios por uma sociedade estudiosa (1841-1853)
- Ribaltas e Gambiarras (1881)
- Riso mundial (1947-1948)
- A Sátira, revista humorística de caricaturas (1911)
- Seara Nova : revista quinzenal de doutrina política (1921-)
- O Século Cómico: suplemento humoristico de O seculo (1913-1921)
- Semana portuguesa : revista de informação e crítica (1933-1936)
- Serões (revista): revista mensal ilustrada (1901-1911)
- Sinopse dos principais atos administrativos da Câmara Municipal de Lisboa do anno... (1834-1852)
- Sísifo : fascículos de poesia e de crítica  (1951-1952)
- Sol e moscas : semanario illustrado de critica taurina (1898)
- Sport Lisboa e Benfica : boletim oficial (3 números de 1927 disponíveis na Hemeroteca Digital)
- Sudoeste  : cadernos de Almada Negreiros (1935)
- Stadium: revista desportiva (1932 a 1950 disponível na Hemeroteca Digital)
- Terra portuguesa : revista ilustrada de arqueologia artistica e etnografia (1916-1927)
- A Terra : revista de sismologia e geofísica (nº 14 de 1934 disponível na Hemeroteca Digital)
- O Tempo e o Modo (1963-1970)[4]
- Tiro e Sport  : revista de educação physica e actualidades (1904-1913)
- A Tradição : revista académica coimbrã (1920)
- A Troça : bi-mensário de crítica irreverente  (1906)
- Trombeta lusitana (1822-1823)
- Vespas : revista mensal, critica e humorística (1880)
- Vida mundial ilustrada (1941-1946)
- 25 de Abril: Comunidades Portuguesas (1974-1980)

## Raridades Bibliográficas
- Águas de Lisboa (1941)
- Álbum de caricaturas : frases e anexins da língua portuguesa (1872)
- Alfama de ontem & Alfama de hoje : aspectos históricos e etnográficos (1936)
- Apontamentos de Rafael Bordalo Pinheiro sobre a picaresca viagem do Imperador de Raslib pela Europa (1872)
- O Calcanhar de Aquiles : Álbum de caricaturas (1870)
- Canção patriótica que ao... Senhor D. António de S. José de Castro, bispo, presidente governador da Junta Suprema do Porto (1808)
- Cantos de Lisboa : festas da cidade 1935 (1935)
- Carta de um general francês escrita a Napoleão  (1808)
- Catecismo civil, e breve compêndio das obrigações do espanhol... (1808)
- Coleção de poesias distribuídas no Imperial Teatro D. Pedro II (1882)
- Diálogo entre as principais personagens francesas, no banquete dado a bordo d'Amavel por Junot, no dia 27 de Setembro de 1808 
   : acrescentado nesta segunda edição com hum novo prato de palhitos, e alguns talheres (1808)
- Diário da manhã : número comemorativo (1940)
- Diário Popular dedicado ao Ultramar Português (1961)
- Dicionário biográfico de músicos portugueses (1898-1902?)
- A dolorosa razão duma atitude : para a história da Sociedade Portuguesa de Escritores e do seu fim (1965)
- Do outro lado (1885)
- Do Sítio de Nossa Senhora ao actual Largo da Ajuda (1936)
- Écloga pastoril intitulada A restauração de Portugal : pastores que nela falam, Delio e Albano  (1809)
- Ecos da Revolução: 5 Outubro 1910 (1910)
- Embarque dos apaixonados dos franceses para o hospital do mundo, ou segunda parte da Protecção à francesa (1808)
- Exorcismos, contra periódicos, e outros malefícios (1821)
- Furores, remorsos, transportes, e delírios do tirano, e falsário Napoleão (1808)
- Gente risonha : palavras sobre a caricatura e alguns caricaturistas do nosso tempo no primeiro serão d'arte do Salão dos Humoristas do Porto (1915)
- Gramática da língua internacional auxiliar esperanto (1907)
- Harmonia latina (1936) Homenagem ao Marquês de Pombal
- História da Revolução: fielmente descrita: 5 d'Outubro 1910 (1910)
- Homenagem ao Marquês de Pombal (1882)
- O Império Português na Primeira Exposição Colonial Portuguesa : album-catálogo oficial : documentário histórico, agrícola, industrial e comercial, paisagens, monumentos e costumes (1934)
- In memoriam: Júlio de Castilho (1920)
- Inventário de Lisboa (1944-1956)
- Itália: recordações (1884)
- João Ninguém : soldado da Grande Guerra : impressões humorísticas do C.E.P. (1921)
- A lusa bambochata : poema triste em verso alegre (1885)
- A Mosca : monólogo em verso (1881)
- No lazareto de Lisboa (1881)
- Observações sobre os recentes acontecimentos das províncias d'entre Douro e Minho, e Trás-os-Montes (1809)
- Ode pindarica à feliz restauração do nosso Portugal, que ao Ill.mo e Ex.mo Senhor Manuel Pais de Aragão Trigoso... (1808)
- Páginas de história dos tempos que correm: onze artigos de O Século (1927)
- O poço que ri : conferência sobre Rafael Bordalo Pinheiro eeu tempo (1936)
- Poema de Lisboa (1957)
- Portugal convalescido pelo prazer que prezentemente disfruta na dezejada, e feliz vinda do seu amabilissimo monarcha o Sr. D. João VI e da sua augusta familia (1821)
- Portugal e a Itália (1862)
- Prato d'O Dia: caricaturas políticas publicadas no jornal O Dia (1916)
- Proteção à francesa (1808)
- O precioso arreio, feito em Goa no Século XVI, para D. Sebastião (1935)
- Ramalho Ortigão : conferência proferida em 8 de Agosto de 1935
- Relatório e bases para a organização de uma companhia encarregada do estabelecimento de latrinas inodoras na cidade de Lisboa (1855)
- Santo António na literatura e na arte portuguesas (1935)
- O Século. Número extraordinário comemorativo do duplo centenário da Fundação e Restauração de Portugal (1940)
- O século. Suplemento dedicado ao império colonial português e às comemorações, nas províncias ultramarinas, dos Centenários da Fundação e da Restauração de Portugal : 1140-1640-1940 (1940)
- Sessões do tribunal na querela do Duque de Saldanha contra o editor do Periódico dos Pobres no Porto (1855)
- Severo exame do procedimento dos portugueses, depois do dia 29 de Novembro de 1807 até 30 de Setembro de 1808 (1808)
- Os Teatros de Lisboa (1875)
- Testamento de Junot (1809)
- Os três Bordalos : conferência (1921)
- Tripa por uma vez (1823)
- Um português aos portugueses (1810)